# Рила (город)
Рила (болг. Рила) — город в Болгарии. Находится в Кюстендилской области, входит в общину Рила. Население составляет 2400 человек (2022).

## Политическая ситуация
Кмет (мэр) общины Рила — Георги Давидков Кабзималски (независимый) по результатам выборов в правление общины.